# Cimetière militaire allemand d'Ysselsteyn

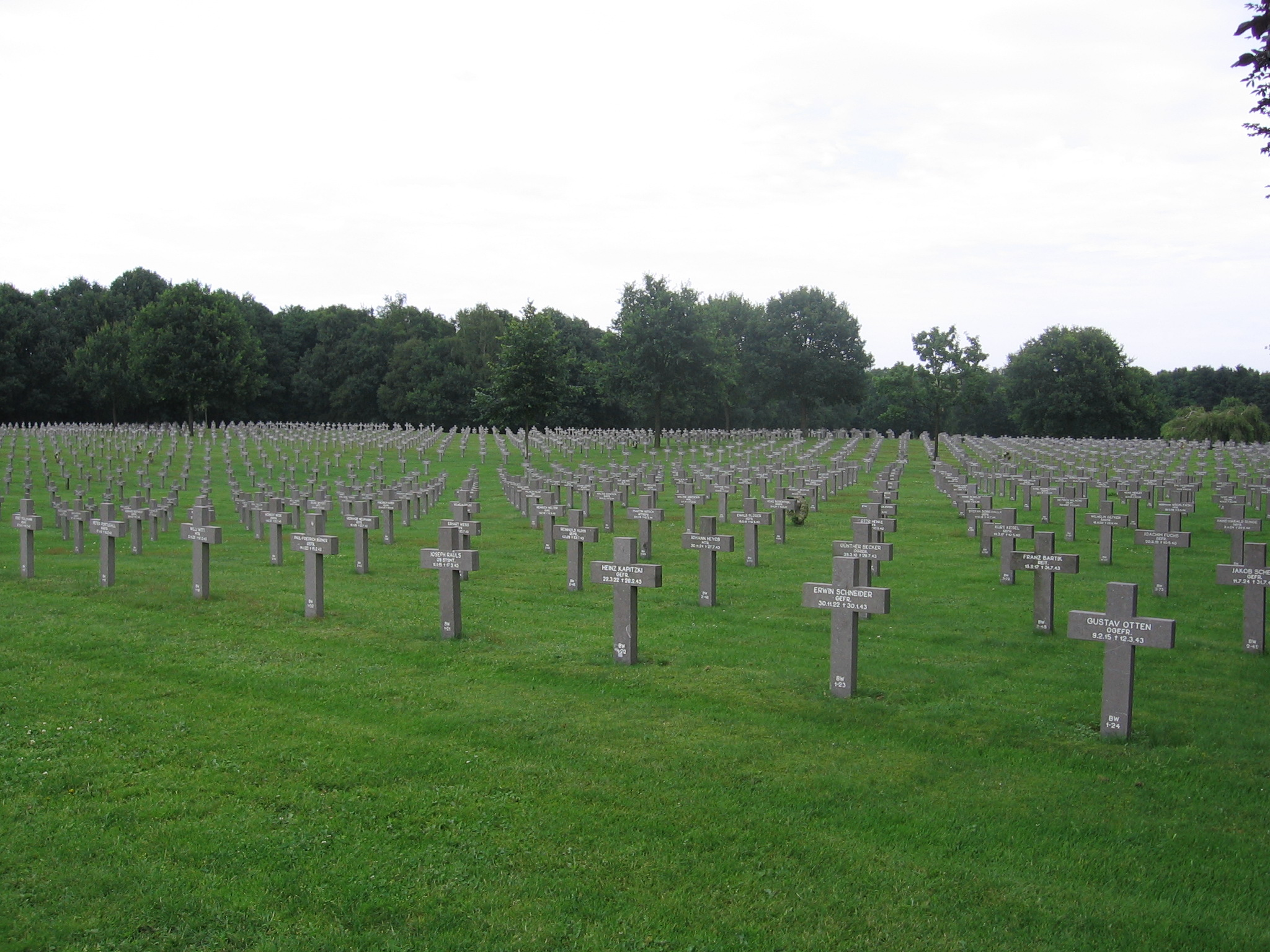
Cimetière allemand d'Ysselsteyn

Près d'Ysselsteyn est situé le seul cimetière de guerre allemand des Pays-Bas. On y trouve 31 585 tombes de soldats allemands morts durant la Seconde Guerre mondiale et 85 tombes de soldats allemands morts durant la Première Guerre mondiale. Pendant cette guerre, les Pays-Bas étaient neutres, mais ces corps furent charriés jusqu'aux Pays-Bas par la Meuse. Une partie de ces morts avaient initialement été enterrés dans d'autres cimetières, puis transférés au cimetière d'Ysselsteyn. Parmi les défunts se trouvent 24 incorporés de force originaires d'Alsace Moselle. La germanisation de leur prénom et de leur patronyme a rendu la localisation de leurs tombes délicate.

## Films
- CEFRG: Deutscher Soldatenfriedhof Ysselsteyn à YouTube.
- Michael Mustermann: Deutscher Soldatenfriedhof Kriegsgräberstätte Ysselsteyn, Niederlande à Youtube.
- Longa Via Est: Duitse Oorlogsbegraafplaats Ysselsteyn (German war cemetery Ysselsteyn) à YouTube.
- Na de bevrijding WO2: 75 jaar vrijheid: oorlogsbegraafplaats Ysselsteyn bei Youtube.
- Wolffman325: Deutscher Soldatenfriedhof Ysselsteyn Niederlande. Duitse Militaire begraafplaats ?a YouTube.
- Omroep Venray: Hans Sakkers: Lezing Duitse Militaire Begraafplaats Ysselsteyn à YouTube.
- The Battlefield Explorer: German War Cemetery Ysselsteyn - Over 30,000 Graves à YouTube.

## Karl-Heinz Rosch
Parmi les tombes de ce cimetière, se trouve celle de Karl-Heinz Rosch. Il est décédé le 6 octobre 1944 après avoir sauvé deux enfants néerlandais. Plusieurs habitants de Goirle ont voulu lui rendre hommage et se sont cotisé pour installer une statue en sa mémoire dans un jardin privé de la commune.  